# Sheopur
Sheopur ist eine Stadt im indischen Bundesstaat Madhya Pradesh. Die Stadt liegt im Norden des Bundesstaates in der Nähe der Grenze zu Uttar Pradesh.
Die Stadt ist der Verwaltungssitz des gleichnamigen Distrikts Sheopur. Sheopur hat den Status eines Municipal Council. Die Stadt ist in 23 Wards gegliedert. Sie hatte am Stichtag der Volkszählung 2011 68.820 Einwohner.
Die Bahnhof von Sheopur verbindet die Stadt mit dem Rest des Landes. Die Station ist Teil der North Central Railway Zone der Indian Railways.